# 強納森·拉帕里亞
強納森·拉帕里亞（Jonathan LaPaglia，1969年8月31日—）是澳大利亞的一位演員。他出生在南澳大利亞州阿德萊德，哥哥安東尼·拉帕里亞也是一位演員。他亦有不少的演出，包括主持2016年起版本的澳洲人生還者。